# Россия на летних Сурдлимпийских играх 2013
Россия на летних Сурдлимпийских играх 2013 года принимала участие во всех видах спорта. Игры проходили в столице Болгарии Софии с 26 июля по 4 августа 2013 года. Сборную России на Играх представляли 300 спортсменов. Сборная России завоевала 67 золотых, 52 серебряных и 58 бронзовых медали, заняв первое место в неофициальном общекомандном зачёте.

## Медали
| \| Золото \| \| \| \| \| № \| Спортсмены \| Вид спорта (дисциплина) \| Дата \| \| 1 \| Алиса Будникайте \| Велоспорт, шоссе - спринт 1000 м (женщины) \| 27 июля \| \| 2 \| Виталий Оботин \| Плавание, 200 м вольный стиль (мужчины) \| 27 июля \| \| 3 \| Алёна Алексеева \| Плавание, 50 м спина (женщины) \| 27 июля \| \| 4 \| Мария Калинина Екатерина Савченко Элеонора Брыканова Алёна Алексеева \| Плавание, эстафета 4×200 м вольный стиль (женщины) \| 27 июля \| \| 5 \| Илья Тришкин \| Плавание, 100 м баттерфляй (мужчины) \| 28 июля \| \| 6 \| Виталий Оботин Мирон Денисов Степан Клименко Илья Тришкин \| Плавание, эстафета 4×200 м вольный стиль (мужчины) \| 28 июля \| \| 7 \| Дмитрий Розанов \| Велоспорт, шоссе - индивидуальная гонка с раздельным стартом (мужчины) \| 29 июля \| \| 8 \| Виктор Дингес \| Спортивное ориентирование, спринт (мужчины) \| 29 июля \| \| 9 \| Антонина Найдионова \| Спортивное ориентирование, спринт (женщины) \| 29 июля \| \| 10 \| Мария Стецовская \| Пулевая стрельба, пистолет 25 м - 30+30 выстрелов (женщины) \| 29 июля \| \| 11 \| Давронхужа Шарипов \| Греко-римская борьба, 50-55 кг (мужчины) \| 29 июля \| \| 12 \| Владислав Тарасов \| Греко-римская борьба, 84 кг (мужчины) \| 29 июля \| \| 13 \| Владислав Васин \| Плавание, 50 м вольный стиль (мужчины) \| 29 июля \| \| 14 \| Алёна Алексеева \| Плавание, 200 м спина (женщины) \| 29 июля \| \| 15 \| Виталий Оботин \| Плавание, 200 м комплекс (мужчины) \| 29 июля \| \| 16 \| Алёна Алексеева \| Плавание, 50 м баттерфляй (женщины) \| 29 июля \| \| 17 \| Владимир Колпаков Илья Лукьянов Илья Тришкин Виталий Оботин \| Плавание, эстафета 4×100 м комплекс (мужчины) \| 29 июля \| \| 18 \| Ольга Якубовская \| Лёгкая атлетика, бег на 10000 м (женщины) \| 30 июля \| \| 19 \| Мария Нечаева \| Лёгкая атлетика, прыжки с шестом (женщины) \| 30 июля \| \| 20 \| Кирилл Чулков \| Греко-римская борьба, 60 кг (мужчины) \| 30 июля \| \| 21 \| Ольга Урбутите \| Каратэ, до 50 кг (женщины) \| 30 июля \| \| 22 \| Виктор Дингес \| Спортивное ориентирование, средняя дистанция (мужчины) \| 30 июля \| \| 23 \| Эдуард Ширазданов \| Греко-римская борьба, 74 кг (мужчины) \| 30 июля \| \| 24 \| Ольга Якубовская \| Лёгкая атлетика, бег на 1500 м (женщины) \| 31 июля[3] \| \| 25 \| Максим Бган \| Лёгкая атлетика, метание молота (мужчины) \| 31 июля[3] \| \| 26 \| Кирилл Цибизов \| Лёгкая атлетика, метание копья (мужчины) \| 31 июля[3] \| \| 27 \| Анастасия Клечкина \| Лёгкая атлетика, пятиборье (женщины) \| 31 июля[3] \| \| 28 \| Дмитрий Кочкаров \| Лёгкая атлетика, шест (мужчины) \| 31 июля[3] \| \| 29 \| Иван Макаров \| Велоспорт, шоссе - индивидуальная гонка (мужчины) \| 31 июля[3] \| \| 30 \| Сергей Тетюшкин \| Каратэ, от 84 кг (мужчины) \| 31 июля[3] \| \| 31 \| Дарья Гайнетдинова \| Лёгкая атлетика, бег на 3000 м с/п (женщины) \| 1 августа \| \| 32 \| Константин Гребенщиков \| Лёгкая атлетика, бег на 400 м с/б (мужчины) \| 1 августа \| \| 33 \| Дмитрий Калмыков \| Лёгкая атлетика, метание диска (мужчины) \| 1 августа \| \| 34 \| Николай Диттенбир \| Маунтинбайк (мужчины) \| 1 августа \| \| 35 \| Алёна Алексеева \| Плавание, 100 м спина (женщины) \| 1 августа \| \| 36 \| Руслан Лебедев \| Плавание, 100 м брасс (мужчины) \| 1 августа \| \| 37 \| Алёна Алексеева \| Плавание, 100 м баттерфляй (женщины) \| 1 августа \| \| 38 \| Виталий Оботин \| Плавание, 400 м комплекс (мужчины) \| 1 августа \| \| 39 \| Виталий Оботин Илья Сарыкин Степан Клименко Илья Тришкин \| Плавание, эстафета 4×100 м вольный стиль (мужчины) \| 1 августа \| \| 40 \| Юлия Абубакирова \| Лёгкая атлетика, бег на 800 м (женщины) \| 2 августа \| \| 41 \| Сергей Тимонин \| Лёгкая атлетика, прыжки в длину (мужчины) \| 2 августа \| \| 42 \| Дмитрий Калмыков \| Лёгкая атлетика, толкание ядра (мужчины) \| 2 августа \| \| 43 \| Вячеслав Редькин Никита Новиков Артур Абдрахманов Константин Гребенщиков \| Лёгкая атлетика, эстафета 4×400 м (мужчины) \| 2 августа \| \| 44 \| Мурад Магомедилаев \| Дзюдо, до 66 кг (мужчины) \| 2 августа \| \| 45 \| Заур Беданоков \| Дзюдо, до 81 кг (мужчины) \| 2 августа \| \| 46 \| Ринат Кадыров \| Дзюдо, до 90 кг (мужчины) \| 2 августа \| \| 47 \| Сергей Олифир \| Дзюдо, от 100 кг (мужчины) \| 2 августа \| \| 48 \| Елизавета Трущенко \| Дзюдо, до 57 кг (женщины) \| 2 августа \| \| 49 \| Наталья Дроздова \| Дзюдо, от 70 кг (женщины) \| 2 августа \| \| 50 \| Бийсолтан Абакаров \| Вольная борьба, 50 - 55 кг (мужчины) \| 2 августа \| \| 51 \| Виктор Дингес Владимир Гринин Александр Попов Иван Садовников Никита Смирнов \| Спортивное ориентирование, эстафета (мужчины) \| 2 августа \| \| 52 \| Валерия Кладовикова \| Пулевая стрельба, пневматический пистолет 10 м - 40 выстрелов (женщины) \| 2 августа \| \| 53 \| Виталий Оботин \| Плавание, 100 м вольный стиль (мужчины) \| 2 августа \| \| 54 \| Ольга Якубовская \| Лёгкая атлетика, бег на 5000 м (женщины) \| 3 августа \| \| 55 \| Алексей Ландарь \| Лёгкая атлетика, прыжки в высоту (мужчины) \| 3 августа \| \| 56 \| Марина Гришина \| Лёгкая атлетика, прыжки в длину (женщины) \| 3 августа \| \| 57 \| Юлия Чурсина \| Пулевая стрельба, винтовка лёжа 50 м - 60 выстрелов (женщины) \| 3 августа \| \| 58 \| Вячеслав Дзебисов \| Вольная борьба, 96 кг (мужчины) \| 3 августа \| \| 59 \| Заур Беданоков Гаджи Гаджиев Ринат Кадыров Мурад Магомедалиев Сергей Олифир *Рустем Ахметов *Сергей Беляев *Михаил Сидоров *Арсен Джанарсланов \| Дзюдо, команда (мужчины) \| 3 августа \| \| 60 \| Шохзод Гуломзода \| Бадминтон, одиночный разряд (мужчины) \| 4 августа \| \| 61 \| Бетал Абазов Алексей Афанасьев Николай Афанасьев Сергей Доркичев Роман Дудин Сергей Евстратенко Павел Истрашкин Дмитрий Иванов Владимир Иванов Денис Киричук Денис Кудин Роман Мафтеютса Евгений Мегедь Леонид Мисунов Денис Проничев Руслан Сейткереев Марат Ширинянц Николай Воронин Михаил Занегин Владислав Зорин \| Футбол, мужчины \| 4 августа \| \| 62 \| Елизавета Алексеева \| Пляжный волейбол, женщины \| 4 августа \| \| 63 \| Алексей Алексеев Радий Безоян \| Каратэ, команда (мужчины) \| \| \| Серебро \| \| \| \| \| № \| Спортсмены \| Вид спорта (дисциплина) \| Дата \| \| 1 \| Ольга Лотина \| Боулинг, одиночный разряд (женщины) \| 27 июля \| \| 2 \| Илья Гутенев \| Велоспорт, шоссе - спринт 1000 м (мужчины) \| 27 июля \| \| 3 \| Юлия Чурсина \| Пулевая стрельба, винтовка 25 м - 3 позиции (3х20) (женщины) \| 27 июля \| \| 4 \| Мартин Фомин \| Плавание, 50 м брасс (мужчины) \| 27 июля \| \| 5 \| Екатерина Савченко \| Плавание, 200 м баттерфляй (женщины) \| 27 июля \| \| 6 \| Виталий Оботин \| Плавание, 1500 м вольный стиль (мужчины) \| 28 июля \| \| 7 \| Мария Калинина Екатерина Савченко Элеонора Брыканова Алёна Алексеева \| Плавание, эстафета 4×100 м вольный стиль (женщины) \| 28 июля \| \| 8 \| Иван Макаров \| Велоспорт, шоссе - индивидуальная гонка с раздельным стартом (мужчины) \| 29 июля \| \| 9 \| Ирина Шелепова \| Спортивное ориентирование, спринт (женщины) \| 29 июля \| \| 10 \| Валерия Кладовикова \| Пулевая стрельба, пистолет 25 м - 30+30 выстрелов (женщины) \| 29 июля \| \| 11 \| Илья Сарыкин \| Плавание, 50 м вольный стиль (мужчины) \| 29 июля \| \| 12 \| Элеонора Брыканова \| Плавание, 100 м вольный стиль (женщины) \| 29 июля \| \| 13 \| Илья Лукьянов \| Плавание, 200 м брасс (мужчины) \| 29 июля \| \| 14 \| Роман Днеприков \| Каратэ, до 60 кг (мужчины) \| 30 июля \| \| 15 \| Наиба Алиева \| Каратэ, до 55 кг (женщины) \| 30 июля \| \| 16 \| Алексей Алексеев \| Каратэ, ката (мужчины) \| 30 июля \| \| 17 \| Антонина Найдионова \| Спортивное ориентирование, средняя дистанция (женщины) \| 30 июля \| \| 18 \| Марина Гришина \| Лёгкая атлетика, бег на 100 м (женщины) \| 31 июля \| \| 19 \| Юлия Любчик \| Лёгкая атлетика, метание молота (женщины) \| 31 июля \| \| 20 \| Анна Шарандова \| Каратэ, до 61 кг (женщины) \| 31 июля \| \| 21 \| Дарья Павлова \| Каратэ, до 68 кг (женщины) \| 31 июля \| \| 22 \| Антон Кудрук \| Пулевая стрельба, скоростной пистолет 25 м - 60 выстрелов (мужчины) \| 31 июля \| \| 23 \| Элеонора Брыканова \| Плавание, 200 м вольный стиль (женщины) \| 31 июля \| \| 24 \| Виталий Оботин \| Плавание, 400 м вольный стиль (мужчины) \| 31 июля \| \| 25 \| Илья Тришкин \| Плавание, 200 м баттерфляй (мужчины) \| 31 июля \| \| 26 \| Кристина Карапетян \| Лёгкая атлетика, прыжки в высоту (женщины) \| 1 августа \| \| 27 \| Кирилл Цибизов \| Лёгкая атлетика, десятиборье (мужчины) \| 1 августа \| \| 28 \| Дарья Павлова \| Каратэ, open (женщины) \| 1 августа \| \| 29 \| Виктор Дингес \| Спортивное ориентирование, длинная дистанция (мужчины) \| 1 августа \| \| 30 \| Андрей Башашин Николай Козлов Александр Мерков Евгений Ромашов Сергей Тетюшкин *Искандер Нугаев \| Каратэ, кумитэ команда (мужчины) \| 1 августа \| \| 31 \| Мартин Фомин \| Плавание, 100 м брасс (мужчины) \| 1 августа \| \| 32 \| Евгения Гурова \| Лёгкая атлетика, бег на 800 м (женщины) \| 2 августа \| \| 33 \| Владислав Князев \| Лёгкая атлетика, бег на 110 м с/б (мужчины) \| 2 августа \| \| 34 \| Иван Пакин \| Лёгкая атлетика, прыжки в длину (мужчины) \| 2 августа \| \| 35 \| Дмитрий Розанов \| Велоспорт, шоссе - гонка по очкам (мужчины) \| 2 августа \| \| 36 \| Юлия Молодцова \| Дзюдо, до 52 кг (женщины) \| 2 августа \| \| 37 \| Дженни Чамыян \| Дзюдо, до 70 кг (женщины) \| 2 августа \| \| 38 \| Антонина Найдионова Мария Макарова Ирина Шелепова Марина Росинк \| Спортивное ориентирование, команда (женщины) \| 2 августа \| \| 39 \| Илья Сарыкин \| Плавание, 50 м баттерфляй (мужчины) \| 2 августа \| \| 40 \| Алёна Алексеева \| Плавание, 200 м комплекс (женщины) \| 2 августа \| \| 41 \| Андрей Андреев \| Лёгкая атлетика, бег на 800 м (мужчины) \| 3 августа \| \| 42 \| Дарья Гайнетдинова \| Лёгкая атлетика, бег на 5000 м (женщины) \| 3 августа \| \| 43 \| Прокопий Николаев \| Вольная борьба, 60 кг (мужчины) \| 3 августа \| \| 44 \| Александр Дроздов Павел Фатин Дмитрий Фролов Александр Кудряшов Сергей Окунев Алексей Петроченко Георгий Плешкевич Виталий Пучкин Максим Салмин Максим Селютин Владимир Шмыгин Александр Шуваев Андрей Веснин \| Волейбол, мужчины \| 3 августа \| \| 45 \| Диана Антипова Анна Антонова Татьяна Большакова Яна Будюкина Ирина Дегтярёва Светлана Гагарина Анжела Гаврилаш Кристина Гриб Юлия Кожемякина Ксения Кожевникова Мария Курындина Мария Лапинская Ирина Мельникова Наталья Михайлова Вероника Назина Нелля Никитина Вилена Сажнова Марина Шленкова Светлана Свиридова Елена Толстова \| Футбол, женщины \| 4 августа \| \| Бронза \| \| \| \| \| № \| Спортсмены \| Вид спорта (дисциплина) \| Дата \| \| 1 \| Элеонора Брыканова \| Плавание, 50 м спина (женщины) \| 27 июля \| \| 2 \| Борис Лазарев \| Пулевая стрельба, пневматический пистолет 10 м - 60 выстрелов (мужчины) \| 28 июля \| \| 3 \| Ксения Калибина \| Велоспорт, шоссе - индивидуальная гонка с раздельным стартом (женщины) \| 29 июля \| \| 4 \| Иван Садовников \| Спортивное ориентирование, спринт (мужчины) \| 29 июля \| \| 5 \| Андрей Лазукин \| Греко-римская борьба, 66 кг (мужчины) \| 29 июля \| \| 6 \| Мартин Фомин \| Плавание, 200 м брасс (мужчины) \| 29 июля \| \| 7 \| Илья Тришкин \| Плавание, 200 м комплекс (мужчины) \| 29 июля \| \| 8 \| Дарья Гайнетдинова \| Лёгкая атлетика, бег на 10000 м (женщины) \| 30 июля \| \| 9 \| Илона Штанько \| Лёгкая атлетика, прыжки с шестом (женщины) \| 30 июля \| \| 10 \| Мария Катанская Надежда Кораблинова Ольга Лотина Жанна Москаленко \| Боулинг, командные соревнования (женщины) \| 30 июля \| \| 11 \| Андрей Башашин \| Каратэ, до 67 кг (мужчины) \| 30 июля \| \| 12 \| Радий Безоян \| Каратэ, ката (мужчины) \| 30 июля \| \| 13 \| Мария Макарова \| Спортивное ориентирование, средняя дистанция (женщины) \| 30 июля \| \| 14 \| Роман Пустовойтенко \| Пулевая стрельба, винтовка 50 м - 3 позиции (3х40) (мужчины) \| 30 июля \| \| 15 \| Юлия Абубакирова \| Лёгкая атлетика, бег на 400 м (женщины) \| 31 июля \| \| 16 \| Никита Новиков \| Лёгкая атлетика, бег на 400 м (мужчины) \| 31 июля \| \| 17 \| Андрей Андреев \| Лёгкая атлетика, бег на 1500 м (мужчины) \| 31 июля \| \| 18 \| Алексей Савостин \| Лёгкая атлетика, тройной прыжок (мужчины) \| 31 июля \| \| 19 \| Ксения Жукова \| Лёгкая атлетика, пятиборье (женщины) \| 31 июля \| \| 20 \| Николай Козлов \| Каратэ, до 75 кг (мужчины) \| 31 июля \| \| 21 \| Владимир Колпаков \| Плавание, 50 м спина (мужчины) \| 31 июля \| \| 22 \| Екатерина Куликова Екатерина Савченко Элеонора Брыканова Алёна Алексеева \| Плавание, эстафета 4×200 м вольный стиль (женщины) \| 31 июля \| \| 23 \| Вячеслав Редькин \| Лёгкая атлетика, бег на 400 м с/б (мужчины) \| 1 августа \| \| 24 \| Юлия Абубякирова Евгения Гурова Ася Халаджан Алевтина Сенина \| Лёгкая атлетика, эстафета 4×400 м (женщины) \| 1 августа \| \| 25 \| Илона Штанько \| Лёгкая атлетика, прыжки в высоту (женщины) \| 1 августа \| \| 26 \| Максим Куликов \| Лёгкая атлетика, десятиборье (мужчины) \| 1 августа \| \| 27 \| Владимир Гринин \| Спортивное ориентирование, длинная дистанция (мужчины) \| 1 августа \| \| 28 \| Мария Макарова \| Спортивное ориентирование, длинная дистанция (женщины) \| 1 августа \| \| 29 \| Сергей Тетюшкин \| Каратэ, open (мужчины) \| 1 августа \| \| 30 \| Александр Мерков \| Каратэ, open (мужчины) \| 1 августа \| \| 31 \| Наиба Алиева \| Каратэ, open (женщины) \| 1 августа \| \| 32 \| Людмила Забровская \| Каратэ, ката (женщины) \| 1 августа \| \| 33 \| Ирина Кривова \| Каратэ, ката (женщины) \| 1 августа \| \| 34 \| Элеонора Брыканова \| Плавание, 100 м спина (женщины) \| 1 августа \| \| 35 \| Екатерина Савченко \| Плавание, 100 м баттерфляй (женщины) \| 1 августа \| \| 36 \| Марина Гришина \| Лёгкая атлетика, тройной прыжок (женщины) \| 2 августа \| \| 37 \| Сергей Тарасов \| Дзюдо, до 100 кг (мужчины) \| 2 августа \| \| 38 \| Екатерина Федосина \| Дзюдо, до 48 кг (женщины) \| 2 августа \| \| 39 \| Лиана Тимашева \| Дзюдо, до 63 кг (женщины) \| 2 августа \| \| 40 \| Владимир Бородин \| Вольная борьба, 66 кг (мужчины) \| 2 августа \| \| 41 \| Казбек Хугаев \| Вольная борьба, 84 кг (мужчины) \| 2 августа \| \| 42 \| Элеонора Брыканова \| Плавание, 50 м вольный стиль (женщины) \| 2 августа \| \| 43 \| Илья Тришкин \| Плавание, 50 м баттерфляй (мужчины) \| 2 августа \| \| 44 \| Екатерина Савченко \| Плавание, 200 м комплекс (женщины) \| 2 августа \| \| 45 \| Алексей Савостин \| Лёгкая атлетика, прыжки в высоту (мужчины) \| 3 августа \| \| 46 \| Александр Цоктоев \| Вольная борьба, 74 кг (мужчины) \| 3 августа \| \| 47 \| Роман Кузьмин \| Пулевая стрельба, пистолет 50 м - 60 выстрелов (мужчины) \| 3 августа \| \| 48 \| Екатерина Анучина Юлия Елизова Елена Глушкова Анна Илюхина Мария Катанская Виктория Крошкина Анастасия Лязина Олеся Митрофанова Ирина Прапорщикова Анна Соловьёва Наталья Трубова Анна Усова \| Волейбол, женщины \| 3 августа \| \| 49 \| Сергей Олифир \| Дзюдо, оpen (мужчины) \| 4 августа \| 1. 2. 3. - Россия на летних Олимпийских играх 2012 - Россия на летних Паралимпийских играх 2012 - Сурдлимпийский комитет России - Состав сборной России на XXII Сурдлимпийские летние игры 2013 | |                                                                         |           |
| Золото | |                                                                         |           |
| № | Спортсмены | Вид спорта (дисциплина)                                                 | Дата      |
| 1 | Алиса Будникайте | Велоспорт, шоссе - спринт 1000 м (женщины)                              | 27 июля   |
| 2 | Виталий Оботин | Плавание, 200 м вольный стиль (мужчины)                                 | 27 июля   |
| 3 | Алёна Алексеева | Плавание, 50 м спина (женщины)                                          | 27 июля   |
| 4 | Мария Калинина Екатерина Савченко Элеонора Брыканова Алёна Алексеева | Плавание, эстафета 4×200 м вольный стиль (женщины)                      | 27 июля   |
| 5 | Илья Тришкин | Плавание, 100 м баттерфляй (мужчины)                                    | 28 июля   |
| 6 | Виталий Оботин Мирон Денисов Степан Клименко Илья Тришкин | Плавание, эстафета 4×200 м вольный стиль (мужчины)                      | 28 июля   |
| 7 | Дмитрий Розанов | Велоспорт, шоссе - индивидуальная гонка с раздельным стартом (мужчины)  | 29 июля   |
| 8 | Виктор Дингес | Спортивное ориентирование, спринт (мужчины)                             | 29 июля   |
| 9 | Антонина Найдионова | Спортивное ориентирование, спринт (женщины)                             | 29 июля   |
| 10 | Мария Стецовская | Пулевая стрельба, пистолет 25 м - 30+30 выстрелов (женщины)             | 29 июля   |
| 11 | Давронхужа Шарипов | Греко-римская борьба, 50-55 кг (мужчины)                                | 29 июля   |
| 12 | Владислав Тарасов | Греко-римская борьба, 84 кг (мужчины)                                   | 29 июля   |
| 13 | Владислав Васин | Плавание, 50 м вольный стиль (мужчины)                                  | 29 июля   |
| 14 | Алёна Алексеева | Плавание, 200 м спина (женщины)                                         | 29 июля   |
| 15 | Виталий Оботин | Плавание, 200 м комплекс (мужчины)                                      | 29 июля   |
| 16 | Алёна Алексеева | Плавание, 50 м баттерфляй (женщины)                                     | 29 июля   |
| 17 | Владимир Колпаков Илья Лукьянов Илья Тришкин Виталий Оботин | Плавание, эстафета 4×100 м комплекс (мужчины)                           | 29 июля   |
| 18 | Ольга Якубовская | Лёгкая атлетика, бег на 10000 м (женщины)                               | 30 июля   |
| 19 | Мария Нечаева | Лёгкая атлетика, прыжки с шестом (женщины)                              | 30 июля   |
| 20 | Кирилл Чулков | Греко-римская борьба, 60 кг (мужчины)                                   | 30 июля   |
| 21 | Ольга Урбутите | Каратэ, до 50 кг (женщины)                                              | 30 июля   |
| 22 | Виктор Дингес | Спортивное ориентирование, средняя дистанция (мужчины)                  | 30 июля   |
| 23 | Эдуард Ширазданов | Греко-римская борьба, 74 кг (мужчины)                                   | 30 июля   |
| 24 | Ольга Якубовская | Лёгкая атлетика, бег на 1500 м (женщины)                                | 31 июля   |
| 25 | Максим Бган | Лёгкая атлетика, метание молота (мужчины)                               | 31 июля   |
| 26 | Кирилл Цибизов | Лёгкая атлетика, метание копья (мужчины)                                | 31 июля   |
| 27 | Анастасия Клечкина | Лёгкая атлетика, пятиборье (женщины)                                    | 31 июля   |
| 28 | Дмитрий Кочкаров | Лёгкая атлетика, шест (мужчины)                                         | 31 июля   |
| 29 | Иван Макаров | Велоспорт, шоссе - индивидуальная гонка (мужчины)                       | 31 июля   |
| 30 | Сергей Тетюшкин | Каратэ, от 84 кг (мужчины)                                              | 31 июля   |
| 31 | Дарья Гайнетдинова | Лёгкая атлетика, бег на 3000 м с/п (женщины)                            | 1 августа |
| 32 | Константин Гребенщиков | Лёгкая атлетика, бег на 400 м с/б (мужчины)                             | 1 августа |
| 33 | Дмитрий Калмыков | Лёгкая атлетика, метание диска (мужчины)                                | 1 августа |
| 34 | Николай Диттенбир | Маунтинбайк (мужчины)                                                   | 1 августа |
| 35 | Алёна Алексеева | Плавание, 100 м спина (женщины)                                         | 1 августа |
| 36 | Руслан Лебедев | Плавание, 100 м брасс (мужчины)                                         | 1 августа |
| 37 | Алёна Алексеева | Плавание, 100 м баттерфляй (женщины)                                    | 1 августа |
| 38 | Виталий Оботин | Плавание, 400 м комплекс (мужчины)                                      | 1 августа |
| 39 | Виталий Оботин Илья Сарыкин Степан Клименко Илья Тришкин | Плавание, эстафета 4×100 м вольный стиль (мужчины)                      | 1 августа |
| 40 | Юлия Абубакирова | Лёгкая атлетика, бег на 800 м (женщины)                                 | 2 августа |
| 41 | Сергей Тимонин | Лёгкая атлетика, прыжки в длину (мужчины)                               | 2 августа |
| 42 | Дмитрий Калмыков | Лёгкая атлетика, толкание ядра (мужчины)                                | 2 августа |
| 43 | Вячеслав Редькин Никита Новиков Артур Абдрахманов Константин Гребенщиков | Лёгкая атлетика, эстафета 4×400 м (мужчины)                             | 2 августа |
| 44 | Мурад Магомедилаев | Дзюдо, до 66 кг (мужчины)                                               | 2 августа |
| 45 | Заур Беданоков | Дзюдо, до 81 кг (мужчины)                                               | 2 августа |
| 46 | Ринат Кадыров | Дзюдо, до 90 кг (мужчины)                                               | 2 августа |
| 47 | Сергей Олифир | Дзюдо, от 100 кг (мужчины)                                              | 2 августа |
| 48 | Елизавета Трущенко | Дзюдо, до 57 кг (женщины)                                               | 2 августа |
| 49 | Наталья Дроздова | Дзюдо, от 70 кг (женщины)                                               | 2 августа |
| 50 | Бийсолтан Абакаров | Вольная борьба, 50 - 55 кг (мужчины)                                    | 2 августа |
| 51 | Виктор Дингес Владимир Гринин Александр Попов Иван Садовников Никита Смирнов | Спортивное ориентирование, эстафета (мужчины)                           | 2 августа |
| 52 | Валерия Кладовикова | Пулевая стрельба, пневматический пистолет 10 м - 40 выстрелов (женщины) | 2 августа |
| 53 | Виталий Оботин | Плавание, 100 м вольный стиль (мужчины)                                 | 2 августа |
| 54 | Ольга Якубовская | Лёгкая атлетика, бег на 5000 м (женщины)                                | 3 августа |
| 55 | Алексей Ландарь | Лёгкая атлетика, прыжки в высоту (мужчины)                              | 3 августа |
| 56 | Марина Гришина | Лёгкая атлетика, прыжки в длину (женщины)                               | 3 августа |
| 57 | Юлия Чурсина | Пулевая стрельба, винтовка лёжа 50 м - 60 выстрелов (женщины)           | 3 августа |
| 58 | Вячеслав Дзебисов | Вольная борьба, 96 кг (мужчины)                                         | 3 августа |
| 59 | Заур Беданоков Гаджи Гаджиев Ринат Кадыров Мурад Магомедалиев Сергей Олифир *Рустем Ахметов *Сергей Беляев *Михаил Сидоров *Арсен Джанарсланов | Дзюдо, команда (мужчины)                                                | 3 августа |
| 60 | Шохзод Гуломзода | Бадминтон, одиночный разряд (мужчины)                                   | 4 августа |
| 61 | Бетал Абазов Алексей Афанасьев Николай Афанасьев Сергей Доркичев Роман Дудин Сергей Евстратенко Павел Истрашкин Дмитрий Иванов Владимир Иванов Денис Киричук Денис Кудин Роман Мафтеютса Евгений Мегедь Леонид Мисунов Денис Проничев Руслан Сейткереев Марат Ширинянц Николай Воронин Михаил Занегин Владислав Зорин              | Футбол, мужчины                                                         | 4 августа |
| 62 | Елизавета Алексеева | Пляжный волейбол, женщины                                               | 4 августа |
| 63 | Алексей Алексеев Радий Безоян | Каратэ, команда (мужчины)                                               |           |
| Серебро | |                                                                         |           |
| № | Спортсмены | Вид спорта (дисциплина)                                                 | Дата      |
| 1 | Ольга Лотина | Боулинг, одиночный разряд (женщины)                                     | 27 июля   |
| 2 | Илья Гутенев | Велоспорт, шоссе - спринт 1000 м (мужчины)                              | 27 июля   |
| 3 | Юлия Чурсина | Пулевая стрельба, винтовка 25 м - 3 позиции (3х20) (женщины)            | 27 июля   |
| 4 | Мартин Фомин | Плавание, 50 м брасс (мужчины)                                          | 27 июля   |
| 5 | Екатерина Савченко | Плавание, 200 м баттерфляй (женщины)                                    | 27 июля   |
| 6 | Виталий Оботин | Плавание, 1500 м вольный стиль (мужчины)                                | 28 июля   |
| 7 | Мария Калинина Екатерина Савченко Элеонора Брыканова Алёна Алексеева | Плавание, эстафета 4×100 м вольный стиль (женщины)                      | 28 июля   |
| 8 | Иван Макаров | Велоспорт, шоссе - индивидуальная гонка с раздельным стартом (мужчины)  | 29 июля   |
| 9 | Ирина Шелепова | Спортивное ориентирование, спринт (женщины)                             | 29 июля   |
| 10 | Валерия Кладовикова | Пулевая стрельба, пистолет 25 м - 30+30 выстрелов (женщины)             | 29 июля   |
| 11 | Илья Сарыкин | Плавание, 50 м вольный стиль (мужчины)                                  | 29 июля   |
| 12 | Элеонора Брыканова | Плавание, 100 м вольный стиль (женщины)                                 | 29 июля   |
| 13 | Илья Лукьянов | Плавание, 200 м брасс (мужчины)                                         | 29 июля   |
| 14 | Роман Днеприков | Каратэ, до 60 кг (мужчины)                                              | 30 июля   |
| 15 | Наиба Алиева | Каратэ, до 55 кг (женщины)                                              | 30 июля   |
| 16 | Алексей Алексеев | Каратэ, ката (мужчины)                                                  | 30 июля   |
| 17 | Антонина Найдионова | Спортивное ориентирование, средняя дистанция (женщины)                  | 30 июля   |
| 18 | Марина Гришина | Лёгкая атлетика, бег на 100 м (женщины)                                 | 31 июля   |
| 19 | Юлия Любчик | Лёгкая атлетика, метание молота (женщины)                               | 31 июля   |
| 20 | Анна Шарандова | Каратэ, до 61 кг (женщины)                                              | 31 июля   |
| 21 | Дарья Павлова | Каратэ, до 68 кг (женщины)                                              | 31 июля   |
| 22 | Антон Кудрук | Пулевая стрельба, скоростной пистолет 25 м - 60 выстрелов (мужчины)     | 31 июля   |
| 23 | Элеонора Брыканова | Плавание, 200 м вольный стиль (женщины)                                 | 31 июля   |
| 24 | Виталий Оботин | Плавание, 400 м вольный стиль (мужчины)                                 | 31 июля   |
| 25 | Илья Тришкин | Плавание, 200 м баттерфляй (мужчины)                                    | 31 июля   |
| 26 | Кристина Карапетян | Лёгкая атлетика, прыжки в высоту (женщины)                              | 1 августа |
| 27 | Кирилл Цибизов | Лёгкая атлетика, десятиборье (мужчины)                                  | 1 августа |
| 28 | Дарья Павлова | Каратэ, open (женщины)                                                  | 1 августа |
| 29 | Виктор Дингес | Спортивное ориентирование, длинная дистанция (мужчины)                  | 1 августа |
| 30 | Андрей Башашин Николай Козлов Александр Мерков Евгений Ромашов Сергей Тетюшкин *Искандер Нугаев | Каратэ, кумитэ команда (мужчины)                                        | 1 августа |
| 31 | Мартин Фомин | Плавание, 100 м брасс (мужчины)                                         | 1 августа |
| 32 | Евгения Гурова | Лёгкая атлетика, бег на 800 м (женщины)                                 | 2 августа |
| 33 | Владислав Князев | Лёгкая атлетика, бег на 110 м с/б (мужчины)                             | 2 августа |
| 34 | Иван Пакин | Лёгкая атлетика, прыжки в длину (мужчины)                               | 2 августа |
| 35 | Дмитрий Розанов | Велоспорт, шоссе - гонка по очкам (мужчины)                             | 2 августа |
| 36 | Юлия Молодцова | Дзюдо, до 52 кг (женщины)                                               | 2 августа |
| 37 | Дженни Чамыян | Дзюдо, до 70 кг (женщины)                                               | 2 августа |
| 38 | Антонина Найдионова Мария Макарова Ирина Шелепова Марина Росинк | Спортивное ориентирование, команда (женщины)                            | 2 августа |
| 39 | Илья Сарыкин | Плавание, 50 м баттерфляй (мужчины)                                     | 2 августа |
| 40 | Алёна Алексеева | Плавание, 200 м комплекс (женщины)                                      | 2 августа |
| 41 | Андрей Андреев | Лёгкая атлетика, бег на 800 м (мужчины)                                 | 3 августа |
| 42 | Дарья Гайнетдинова | Лёгкая атлетика, бег на 5000 м (женщины)                                | 3 августа |
| 43 | Прокопий Николаев | Вольная борьба, 60 кг (мужчины)                                         | 3 августа |
| 44 | Александр Дроздов Павел Фатин Дмитрий Фролов Александр Кудряшов Сергей Окунев Алексей Петроченко Георгий Плешкевич Виталий Пучкин Максим Салмин Максим Селютин Владимир Шмыгин Александр Шуваев Андрей Веснин | Волейбол, мужчины                                                       | 3 августа |
| 45 | Диана Антипова Анна Антонова Татьяна Большакова Яна Будюкина Ирина Дегтярёва Светлана Гагарина Анжела Гаврилаш Кристина Гриб Юлия Кожемякина Ксения Кожевникова Мария Курындина Мария Лапинская Ирина Мельникова Наталья Михайлова Вероника Назина Нелля Никитина Вилена Сажнова Марина Шленкова Светлана Свиридова Елена Толстова | Футбол, женщины                                                         | 4 августа |
| Бронза | |                                                                         |           |
| № | Спортсмены | Вид спорта (дисциплина)                                                 | Дата      |
| 1 | Элеонора Брыканова | Плавание, 50 м спина (женщины)                                          | 27 июля   |
| 2 | Борис Лазарев | Пулевая стрельба, пневматический пистолет 10 м - 60 выстрелов (мужчины) | 28 июля   |
| 3 | Ксения Калибина | Велоспорт, шоссе - индивидуальная гонка с раздельным стартом (женщины)  | 29 июля   |
| 4 | Иван Садовников | Спортивное ориентирование, спринт (мужчины)                             | 29 июля   |
| 5 | Андрей Лазукин | Греко-римская борьба, 66 кг (мужчины)                                   | 29 июля   |
| 6 | Мартин Фомин | Плавание, 200 м брасс (мужчины)                                         | 29 июля   |
| 7 | Илья Тришкин | Плавание, 200 м комплекс (мужчины)                                      | 29 июля   |
| 8 | Дарья Гайнетдинова | Лёгкая атлетика, бег на 10000 м (женщины)                               | 30 июля   |
| 9 | Илона Штанько | Лёгкая атлетика, прыжки с шестом (женщины)                              | 30 июля   |
| 10 | Мария Катанская Надежда Кораблинова Ольга Лотина Жанна Москаленко | Боулинг, командные соревнования (женщины)                               | 30 июля   |
| 11 | Андрей Башашин | Каратэ, до 67 кг (мужчины)                                              | 30 июля   |
| 12 | Радий Безоян | Каратэ, ката (мужчины)                                                  | 30 июля   |
| 13 | Мария Макарова | Спортивное ориентирование, средняя дистанция (женщины)                  | 30 июля   |
| 14 | Роман Пустовойтенко | Пулевая стрельба, винтовка 50 м - 3 позиции (3х40) (мужчины)            | 30 июля   |
| 15 | Юлия Абубакирова | Лёгкая атлетика, бег на 400 м (женщины)                                 | 31 июля   |
| 16 | Никита Новиков | Лёгкая атлетика, бег на 400 м (мужчины)                                 | 31 июля   |
| 17 | Андрей Андреев | Лёгкая атлетика, бег на 1500 м (мужчины)                                | 31 июля   |
| 18 | Алексей Савостин | Лёгкая атлетика, тройной прыжок (мужчины)                               | 31 июля   |
| 19 | Ксения Жукова | Лёгкая атлетика, пятиборье (женщины)                                    | 31 июля   |
| 20 | Николай Козлов | Каратэ, до 75 кг (мужчины)                                              | 31 июля   |
| 21 | Владимир Колпаков | Плавание, 50 м спина (мужчины)                                          | 31 июля   |
| 22 | Екатерина Куликова Екатерина Савченко Элеонора Брыканова Алёна Алексеева | Плавание, эстафета 4×200 м вольный стиль (женщины)                      | 31 июля   |
| 23 | Вячеслав Редькин | Лёгкая атлетика, бег на 400 м с/б (мужчины)                             | 1 августа |
| 24 | Юлия Абубякирова Евгения Гурова Ася Халаджан Алевтина Сенина | Лёгкая атлетика, эстафета 4×400 м (женщины)                             | 1 августа |
| 25 | Илона Штанько | Лёгкая атлетика, прыжки в высоту (женщины)                              | 1 августа |
| 26 | Максим Куликов | Лёгкая атлетика, десятиборье (мужчины)                                  | 1 августа |
| 27 | Владимир Гринин | Спортивное ориентирование, длинная дистанция (мужчины)                  | 1 августа |
| 28 | Мария Макарова | Спортивное ориентирование, длинная дистанция (женщины)                  | 1 августа |
| 29 | Сергей Тетюшкин | Каратэ, open (мужчины)                                                  | 1 августа |
| 30 | Александр Мерков | Каратэ, open (мужчины)                                                  | 1 августа |
| 31 | Наиба Алиева | Каратэ, open (женщины)                                                  | 1 августа |
| 32 | Людмила Забровская | Каратэ, ката (женщины)                                                  | 1 августа |
| 33 | Ирина Кривова | Каратэ, ката (женщины)                                                  | 1 августа |
| 34 | Элеонора Брыканова | Плавание, 100 м спина (женщины)                                         | 1 августа |
| 35 | Екатерина Савченко | Плавание, 100 м баттерфляй (женщины)                                    | 1 августа |
| 36 | Марина Гришина | Лёгкая атлетика, тройной прыжок (женщины)                               | 2 августа |
| 37 | Сергей Тарасов | Дзюдо, до 100 кг (мужчины)                                              | 2 августа |
| 38 | Екатерина Федосина | Дзюдо, до 48 кг (женщины)                                               | 2 августа |
| 39 | Лиана Тимашева | Дзюдо, до 63 кг (женщины)                                               | 2 августа |
| 40 | Владимир Бородин | Вольная борьба, 66 кг (мужчины)                                         | 2 августа |
| 41 | Казбек Хугаев | Вольная борьба, 84 кг (мужчины)                                         | 2 августа |
| 42 | Элеонора Брыканова | Плавание, 50 м вольный стиль (женщины)                                  | 2 августа |
| 43 | Илья Тришкин | Плавание, 50 м баттерфляй (мужчины)                                     | 2 августа |
| 44 | Екатерина Савченко | Плавание, 200 м комплекс (женщины)                                      | 2 августа |
| 45 | Алексей Савостин | Лёгкая атлетика, прыжки в высоту (мужчины)                              | 3 августа |
| 46 | Александр Цоктоев | Вольная борьба, 74 кг (мужчины)                                         | 3 августа |
| 47 | Роман Кузьмин | Пулевая стрельба, пистолет 50 м - 60 выстрелов (мужчины)                | 3 августа |
| 48 | Екатерина Анучина Юлия Елизова Елена Глушкова Анна Илюхина Мария Катанская Виктория Крошкина Анастасия Лязина Олеся Митрофанова Ирина Прапорщикова Анна Соловьёва Наталья Трубова Анна Усова | Волейбол, женщины                                                       | 3 августа |
| 49 | Сергей Олифир | Дзюдо, оpen (мужчины)                                                   | 4 августа |